# رادیونیکا
رادیونیکا یک شبکه رادیویی موسیقی متعلق به دولتی کلمبیا است که قبلاً به نام (فرکانس جوان) شناخته شده‌است. متعلق به سیستم رسانه‌های عمومی، پخش‌کننده ملی کلمبیا است.

## توضیحات
این شبکه عمدتاً «مستقل» موسیقی را پوشش می‌دهد بسیاری از ژانرها، عمدتاً سنگ، الکترونی، و فلز، با برخی از هیپ هاپ و رگی. همچنین بسیاری از هنرمندان کلمبیایی را تبلیغ و پخش می‌کند.

## فرکانس‌ها
- سانتا مارتا HJXL 95.1 FM
- بوگوتا HJYM 99.1 FM
- کالی HJXU 94.5 FM
- کارتاژ HJXB 91.1 FM
- مالاگا HJZN 92.3 FM
- مدالین HJXA 99.9 مگاهرتز
- سان آندرس HJXP 99.5 مگاهرتز
- پریرا HJD45 95.6 MHz مگاهرتز